# اندیس وستیرود
وستیرود یک اندیس فلزی است که در  استان گیلان قرار دارد و مادهٔ معدنی موجود در آن، تیتان است.سنگ میزبان این اندیس سنگهای نفوذی و آهکهای کرتاسه است و دیرینگی آن به دوران پرکامبرین تا پالئوزوئیک می‌رسد. در این اندیس، پاراژنز‌های مانند روتیل و ایلمینیت یافت می‌شوند.